# Alberto Alonso López
Alberto Alonso López es un actor español.

## Biografía
Alberto Alonso está casado con la actriz Pilar Bayona Sarriá y es padre de Alba Alonso.

## Filmografía

### Cine
| Año  | Película                                  | Director                 |
| ---- | ----------------------------------------- | ------------------------ |
| 2004 | Cosas que hacen que la vida valga la pena | Manuel Gómez Pereira     |
| 2002 | El sol de agosto                          | Manuel Vidal Estévez     |
| 1995 | Hermana, pero ¿qué he hecho?              | Pedro Masó               |
| 1991 | La noche más larga                        | José Luis García Sánchez |
| 1990 | Yo soy esa                                | Luis Sanz                |
| 1990 | Continental                               | Xabier Villaverde        |
| 1988 | El Lute II: mañana seré libre             | Vicente Aranda           |
| 1987 | La guerra de los locos                    | Manolo Matji             |
| 1979 | Siete días de enero                       | Juan Antonio Bardem      |
| 1970 | El jardín de las delicias                 | Carlos Saura             |

### Televisión
| Año                  | Película                         | Cadena    |
| -------------------- | -------------------------------- | --------- |
| 2011                 | El secreto de Puente Viejo       | Antena 3  |
| 2007                 | Yo soy Bea                       | Telecinco |
| 2005                 | Aquí no hay quien viva           | Antena 3  |
| 2002                 | Hospital Central                 | Telecinco |
| 2002-2008; 2013-2014 | Cuéntame cómo pasó               | La 1      |
| 1999                 | Compañeros                       | Antena 3  |
| 1999                 | Periodistas                      | Telecinco |
| 1998                 | Manos a la obra                  | Antena 3  |
| 1997                 | Querido maestro                  | Telecinco |
| 1999-2003            | El comisario                     | Telecinco |
| 1996                 | Turno de oficio: 10 años después | La 1      |